# Pieni-Säyneinen
Pieni-Säyneinen är en sjö i kommunen Kuopio (före 2017 Juankoski kommun) i landskapet Norra Savolax i Finland. Sjön ligger 96,1 meter över havet. Den är 9,2 meter djup. Arean är 57 hektar och strandlinjen är 4,58 kilometer lång. Sjön  ingår i Vuoksens huvudavrinningsområde.   Den ligger omkring 51 kilometer nordöst om Kuopio och omkring 380 kilometer nordöst om Helsingfors. 
Mellan Pieni-Säyneinen i väster och Suuri Säyneinen i öster ligger Säyneis med Säyneis kyrka.